# Капарас
Капарас (также: Капраз-кала; туркм. Kapras) — исторический город (крепость) Туркменистана, развалины которого располагаются на территории Лебапского велаята. В период античности был частью Хорезма.

## История
Крепость Капарас расположена юго-восточнее теснины Тюямуюн, в конце небольшой ложбины, которая вероятнее всего является остатком древнего канала, существовавшего еще в X—XIII вв. Самое ранне укрепленное поселение на Капарасе датируется IV-II вв. до н.э. Сохранившиеся развалины относятся к Кушанскому периоду, когда крепость была перестроена и отремонтирована. На крепости обнаружены незначительные следы обживания в период раннего средневековья и позднее.
Наряду с такими древними хорезмскими городами как Джигербент и Хазарасп, Капарас входит в систему античных крепостей, расположенных на древнем пути, связывающим Хорезм с древней Бактрией и Мервским оазисом.

## Описание
Крепость Капарас в плане представлял собой вытянутый с севера на юг прямоугольник, образованный двойными стенами общей мощностью 7,5 м, с заключенным между ними коридором. Крепость ориентирована сторонами почти по странам света, вдоль стен и по углам располагались башни в количестве 10. В средней части северной стороны крепости находились ворота и защищавшее их предвратное сооружение.

## Исследования
Археологические раскопки Капараса вел Капарасский отряд Хорезмской археолого-этнографической экскпедиции под руководством М.Г.Воробьевой в 1973-1975 гг.